# 贝利亚内斯
贝利亚内斯，是西班牙加泰罗尼亚莱里达省的一个市镇。 总面积16平方公里，总人口586人（2001年），人口密度37人/平方公里。